# کیتی ریس
کیتی ریس (انگلیسی: Katie Rees؛ زاده ۱۱ اوت ۱۹۸۴) برنده مسابقه ملکه زیبایی ایالت نوادا در سال ۲۰۰۷ است. 